# SN 2006fa
SN 2006fa – supernowa typu Ia odkryta 27 sierpnia 2006 roku w galaktyce A213530-0058. W momencie odkrycia miała maksymalną jasność 20,80m.